# Bukowel
Bukowel (ukr. Буковель) – ośrodek narciarski na zachodniej Ukrainie, w obwodzie iwanofrankiwskim, niedaleko miejscowości Polanica.

## Geografia
Kurort położony jest około 250 km od granicy z Polską, 30 km od miasta Jaremcze i 100 km na południowy zachód od Iwano-Frankiwska. Leży na stokach trzech gór: Bukowiel (1127 m), Czarna Klewa (1246 m) oraz Douha (1372 m).

## Trasy i wyciągi narciarskie

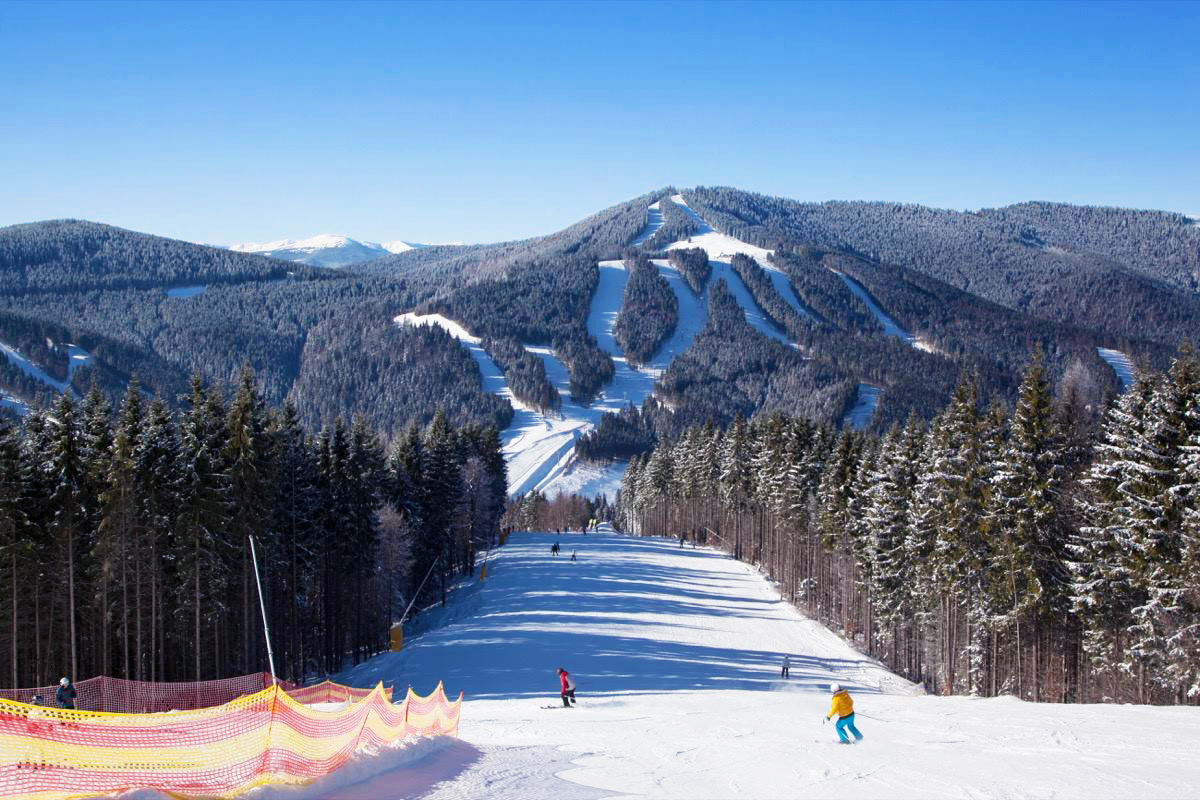
Jedna z tras narciarskich

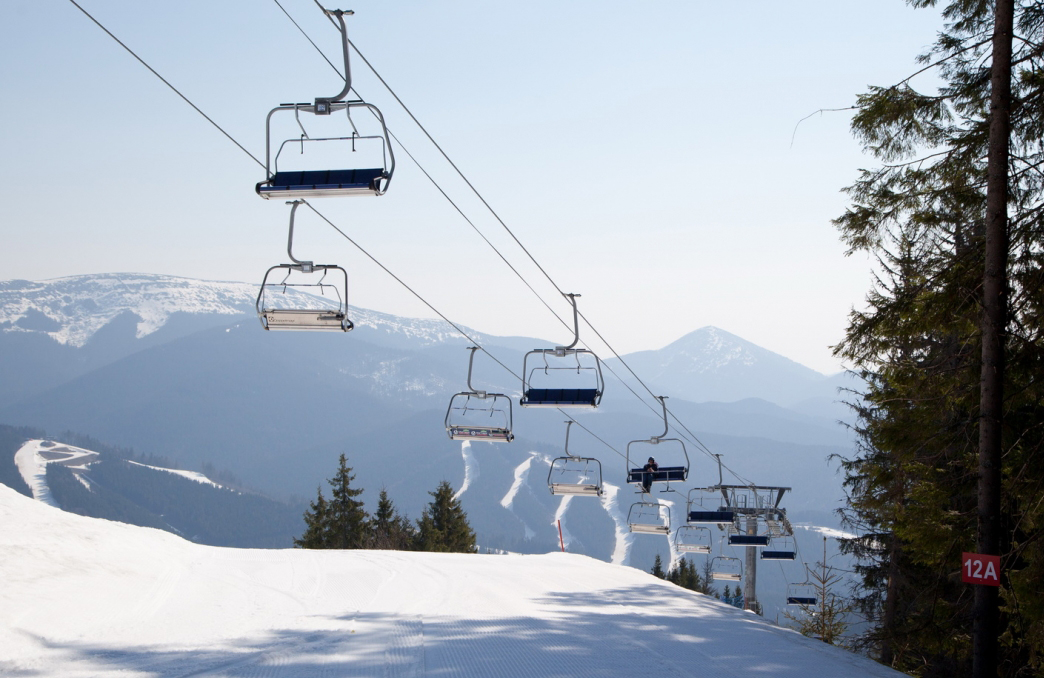
Jeden z wyciągów narciarskich

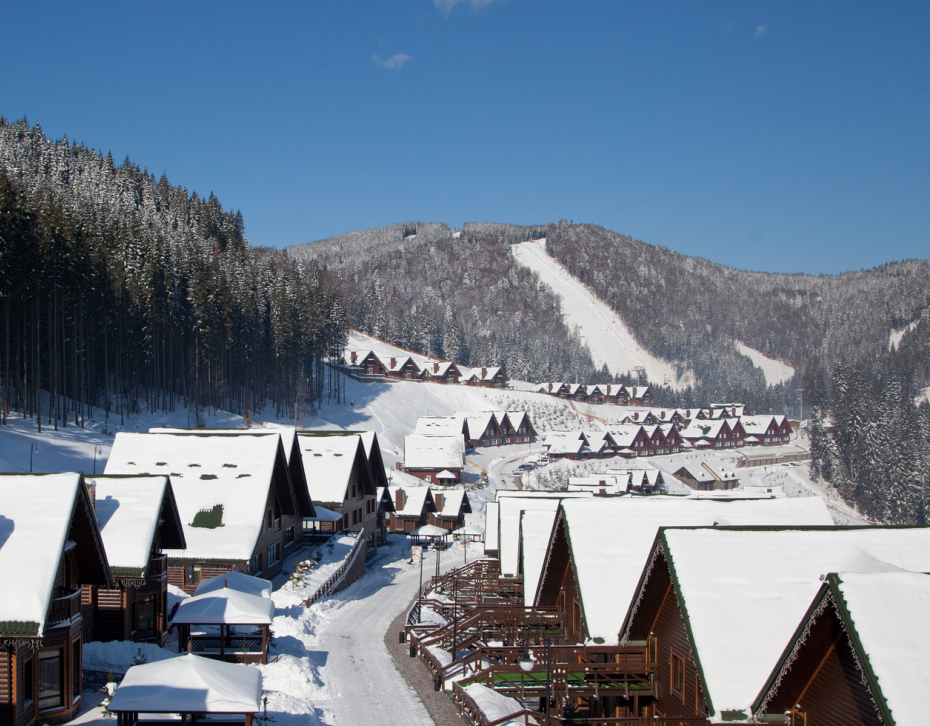
Domy dla turystów

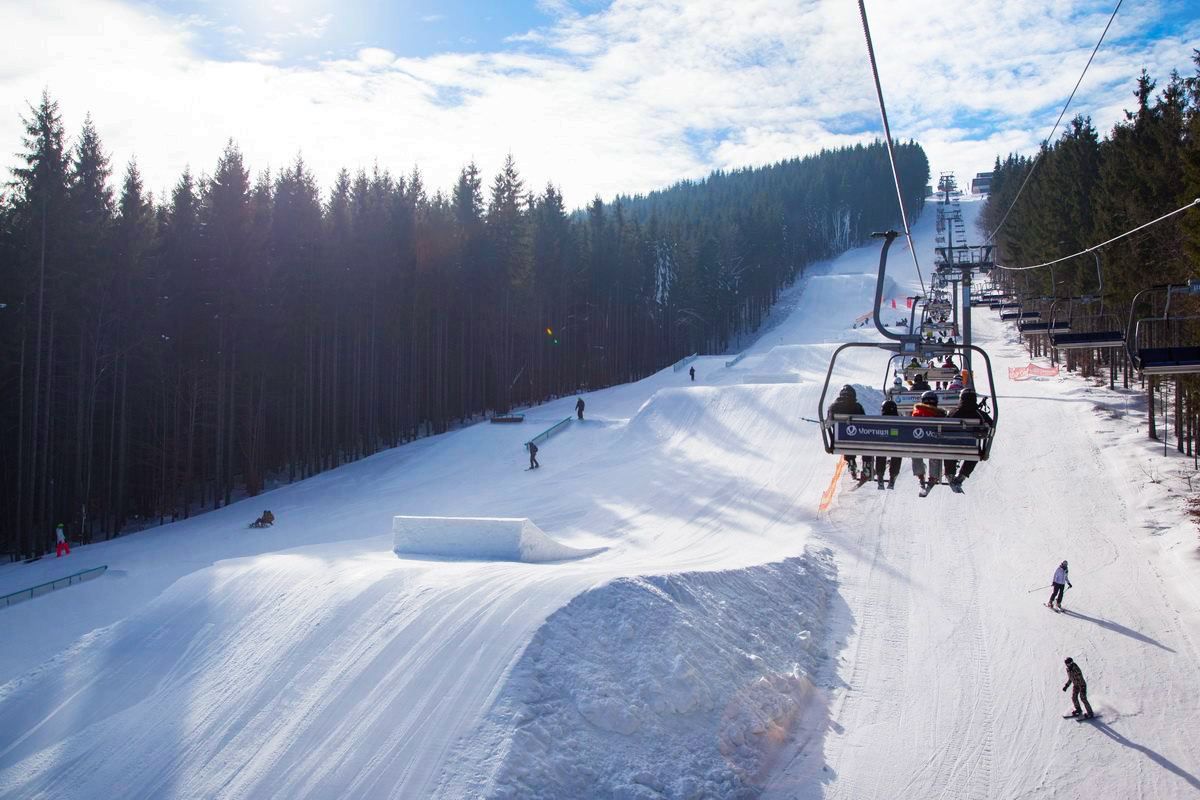
Jedna z tras narciarskich

Ośrodek narciarski Bukowel jest usytuowany na trzech górach, dzięki czemu kompleks narciarski ma 65 km tras o wszystkich poziomach trudności, o długości od 300 do 2350 m i spadku od 40 do 285 m. Trasy przebiegają po stokach specjalnie wyposażonych w podłoże trawiaste, armatki śnieżne i osłony przeciwsłoneczne. Trzy stoki są oświetlone. Jednocześnie na stokach kompleksu może jeździć do 15000 osób. 16 wyciągów ma łączną przepustowość 34700 osób na godzinę (13 krzesełkowych, 1 talerzykowy, 2 multiwindy). W ośrodku działa szkoła narciarska i snowboardowa Bukovel Ski School, założona w 2001 roku.

## Trasy rowerowe
Bukovel Bike Park jest wyposażony w trasy dla różnych dyscyplin kolarstwa górskiego, cross-country, downhill. Oferuje 10 tras o różnym poziomie trudności i długości: od tras przeglądowych do downhill i Super D. Łączna długość tras dla jazdy na rowerze to 46,7 km, a długość tras dla szybkiego zjeżdżania - 4,7 km. Odbywają się tu: Bukovel Grand Bike Fest, mistrzostwa Ukrainy w downhill, Bukovel DH.

## Baza hotelowa i uzdrowisko
W miejscowości istnieje siedem hoteli o różnym standardzie i pojemności 1500 łóżek oraz kolejne 1500 miejsc noclegowych wokół kurortu.
Od 2008 Bukowel zaczął się rozwijać jako centrum lecznicze i balneologiczne dla osób z problemami układu mięśniowo-szkieletowego, pokarmowego i dróg moczowych. Na terenie uzdrowiska znajduje się źródło z wodą mineralną, której właściwości lecznicze stwierdzono w Odeskim Instytucie Balneologii. Kurort jest znany z kadzi do kąpieli z wodą mineralną i wywarem ziołowym.

## Igrzyska olimpijskie 2022
Bukowel kandydował do współorganizowania zimowych igrzysk olimpijskich w 2022. Ukraina złożyła wniosek o przeprowadzenie Zimowej Olimpiady 2022 a Bukowel był uważany za czołowego kandydata na główną arenę sportową.